# Podnowinka (osada leśna)
Podnowinka – osada leśna w Polsce położona w województwie podlaskim, w powiecie augustowskim, w gminie Nowinka.